# Simon Geschke
Simon Geschke (Berlino, 13 marzo 1986) è un ex ciclista su strada tedesco.
Specialista delle corse di un giorno, professionista dal 2009 la 2024, ha vinto una tappa al Tour de France 2015.

## Carriera
Figlio dell'ex pistard Hans-Jürgen Geschke, che rappresentò la Germania Est in tre edizioni dei Giochi olimpici, si dedica completamente al ciclismo su strada dopo aver gareggiato per quattro anni anche su pista. Passato professionista nel 2009 con la Skil-Shimano, ottiene diversi piazzamenti nelle classiche, assumendo spesso anche un ruolo da gregario per i velocisti della sua squadra.
Coglie il primo successo da pro nel 2011, in una tappa del Critérium International, mentre nel 2015 si aggiudica la frazione alpina di Pra Loup al Tour de France, dopo essere entrato nella fuga vincente, grazie a un attacco sul penultimo GPM di giornata.
Nel 2017, in maglia Sunweb (ex Skil), aiuta il compagno Tom Dumoulin a vincere il Giro d'Italia risultando, in alcune occasioni, l'ultimo compagno capace di stargli vicino nelle tappe di montagna. A fine 2018 lascia il Team Sunweb dopo dieci stagioni per accasarsi al CCC Team insieme a Laurens ten Dam.

## Palmarès
- 2007 (dilettanti)

3ª tappa Steiermark Rundfahrt
1ª tappa Ronde de l'Isard d'Ariège (Saint-Girons > Aspet)
- 2011 (Skil, una vittoria)

2ª tappa Critérium International (Porto Vecchio > Porto Vecchio)
- 2014 (Giant, una vittoria)

Gran Premio del Canton Argovia
- 2015 (Giant, una vittoria)

17ª tappa Tour de France (Digne-les-Bains > Pra Loup)

### Altri successi
- 2008 (Milram)

Classifica scalatori Grand Prix du Portugal
- 2019 (CCC Team)

Classifica scalatori Tour de Pologne

## Piazzamenti

### Grandi Giri
- Giro d'Italia

2014: 69º
2015: 89º
2017: 54º
2024: 14º
- Tour de France

2009: 109º
2013: 75º
2015: 38º
2016: 66º
2017: 64º
2018: 25º
2019: 63º
2020: 48º
2021: 62º
2022: 44º
2023: ritirato (18ª tappa)
- Vuelta a España

2011: 114º
2012: 71º
2018: ritirato (18ª tappa)
2020: non partito (4ª tappa)

### Classiche monumento
- Milano-Sanremo

2012: 13º
2013: 79º
2014: 54º
2016: 19º
2017: 87º
2022: 32º
2024: 62º
- Liegi-Bastogne-Liegi

2009: 108º
2011: ritirato
2012: ritirato
2013: 19º
2014: 24º
2015: 63º
2016: 94º
2018: 68º
2020: 30º
2021: 59º
2022: 35º
2023: ritirato
- Giro di Lombardia

2012: ritirato
2014: ritirato
2015: 98º
2016: 39º
2017: 69º
2019: 84º
2020: 20º
2021: 93º
2022: 46º
2023: 90º

### Competizioni mondiali
- Campionati del mondo su strada

Stoccarda 2007 - In linea Under-23: 92º
Varese 2008 - In linea Under-23: 31º
Limburgo 2012 - In linea Elite: 72º
Toscana 2013 - In linea Elite: 14º
Ponferrada 2014 - In linea Elite: 39º
Richmond 2015 - In linea Elite: 90º
Bergen 2017 - In linea Elite: 20º
Innsbruck 2018 - In linea Elite: 24º
Yorkshire 2019 - In linea Elite: ritirato
Imola 2020 - In linea Elite: 17º
- Giochi olimpici

Rio de Janeiro 2016 - In linea: ritirato
Rio de Janeiro 2016 - Cronometro: 13º
Tokyo 2020 - In linea: ritirato

### Competizioni europee
- Campionati europei

Valkenburg 2006 - In linea Under-23: 45º
Plumelec 2016 - In linea Elite: 72º
Trento 2021 - In linea Elite: 16º